# Frankering
Frankering refererer til frimærker eller tilsvarende påtegninger, herunder markeringer, der er fortrykt på en konvolut, eller påtrykt den med en til formålet fremstillet frankeringsmaskine, der tjener til at dokumentere at der er betalt for udbringningen af forsendelsen. Det gebyr eller den pris, der skal betales for forsendelsen, kaldes "porto", og afhænger af forsendelsens art og størrelse, samt af destinationen og det ønskede leveringstidspunkt.

## Maskinel frankering
De norske Krag-frankeringsmaskiner var de første på det danske marked og enerådende til 1912. En af de sidste dage i december 1904 blev de for første gang udprøvet (en håndbetjent og en elektrisk maskine) på Kjøbenhavns Brevpostkontors afdeling for afgående post. En frankeringsmaskine klarede omkring 1.000 forsendelser pr minut; mens en meget øvet mand med et ordinært dagstempel med sværtepude kunne stemple op til 150 breve i minuttet - naturligvis kun i korte perioder ad gangen. I løbet af de næste fem år blev der indkøbt 17 norske stemplingsmaskiner til de ti største postkontorer i Danmark. Den ældste bevarede stemplingsmaskine i Danmark står i dag i P&T-muséet. Det er den ene af to norske Krag-maskiner, der blev leveret til Kjøbenhavns Banegaardspostkontor, da dette i 1911 flyttede ind i Centralpostbygningen, og overtog sorteringen af breve fra tømningen af Københavns postkasser. Oprindeligt var stemplingsmaskinen håndbetjent, men postvæsenet sparede penge ved selv at foretage ombygningen til elektrisk drift, som firmaet Hassel & Teudt klarede for 165-185 kr pr maskine inkl. motor. Indkøbspris for en færdig elektrisk stemplingsmaskine var 800 kr højere end prisen for en håndbetjent. Det tilhørende bord byggede man også selv. Krag-maskinen var forsynet med et dagstempel med to stempelhoveder, indsat i en roterende valse med lodret akse. På sin færd gennem maskinen blev hvert enkelt brev af valsen forsynet med et endeløst aftryk af stemplet i hele forsendelsens længderetning ("båndstempling", "helstempling"). Det brød erhvervslivet sig ikke om, da disse lange stempelaftryk dækkede firmaernes påtryk øverst på konvolutterne; dertil blev skrevne ord til venstre på postkort overskrevet. Postvæsenet gik derfor over til andre typer frankeringsmaskiner med "enkeltstempling"/"halvstempling". På Østerbro var man også uheldig med ombygningen af en håndbetjent maskine til elektrisk drift i 1908. Den larmede, så personalet ikke holdt det ud, og maskinen blev returneret til Oslo, hvor man på fabrikken fandt ud af fejlen. Motoren var blevet gearet til at give stemplingsmaskinen 1.000 omdrejninger mere pr minut end tilrådeligt. Efter nedgearing sank lydniveauet til det normale. 